# John Shalikashvili
John Malchase David Shalikashvili, né le 27 juin 1936 à Varsovie en Pologne, et mort le 23 juillet 2011, est un général de l'armée américaine. Il servit comme Chef d'état-major des armées des États-Unis de 1993 à 1997 sous l'administration Clinton.

## Jeunesse
Né en Pologne de parents géorgiens, son père était lieutenant-colonel dans l'armée impériale russe puis dans l'armée de la république géorgienne en 1918-1921. Ses deux parents avaient fui ensuite l'occupation de la Géorgie par la Russie soviétique en 1921 pour la Pologne où ils s'étaient rencontrés. Son père servit alors contractuellement dans l'armée polonaise et participa à la guerre en 1939 contre l'envahisseur allemand. Démobilisé après la défaite, il s'enrôla en 1941 dans la nouvellement créée Légion géorgienne, aux côtés des Allemands. Son unité fut plus tard incorporée dans le SS-Waffengruppe géorgien et envoyée sur le front en Normandie. Dimitri se rendit aux Britanniques et fut retenu comme prisonnier de guerre après la guerre.
Pendant ce temps, John, sa mère et ses deux frères survécurent à la destruction de Varsovie. L'armée rouge approchant de Varsovie en 1944, la famille s'enfuit à Pappenheim, en Allemagne où elle retrouva Dimitri. La famille y vécut avec des proches pendant huit ans.
En 1952, quand John avait 16 ans, la famille immigra aux États-Unis, à Peoria, dans l'Illinois. Ils furent aidés par Winifred Luthy, femme d'un banquier local qui avait été auparavant l'épouse d'un cousin de Dimitri. Aidée par les Luthys et l'église épiscopale, la famille Shalikashvili put s'intégrer, trouvant travail et maison. Dimitri travailla pour Ameren et Maria devint secrétaire à la Commercial National Bank.

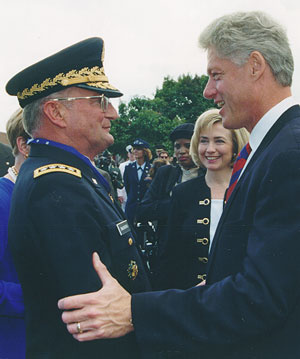
Le Général Shalikashvili accueille Bill Clinton.

Quand John arriva à Peoria, il ne parlait que peu anglais. Il se rappelle cette période en ces termes : « I spoke a little bit [of English]. But not much beyond yes and no and what time is it. And the stories that subsequently have been told that I learned English by watching John Wayne movies is only a little bit of a stretch. . . .As school was over [at Peoria High School], I would run to the local movie theater. There I would sit through movies in order to learn English. In those days movies didn't start at a specific time and end at a specific time, but they would roll continuously. . . The first time through it wouldn't make much sense to me. But the second time through, it would begin to make a little more sense. Now in my memory, that is probably very faulty, a lot of those movies were John Wayne movies or at least were Wild West movies. »
Shalikashvili suivit sa scolarité au lycée local, la Peoria High School, puis entra à la Bradley University où il obtint un bachelor's degree d'ingénierie mécanique en juin 1958.
En mai 1958, Shalikashvili et sa famille prêtèrent serment comme citoyens américains. Ce fut la première nationalité qu'il ait jamais eue. Il était auparavant un réfugié qui avait toujours été classé comme "apatride", puisqu'il était né de parents alors réfugiés.

## Carrière militaire

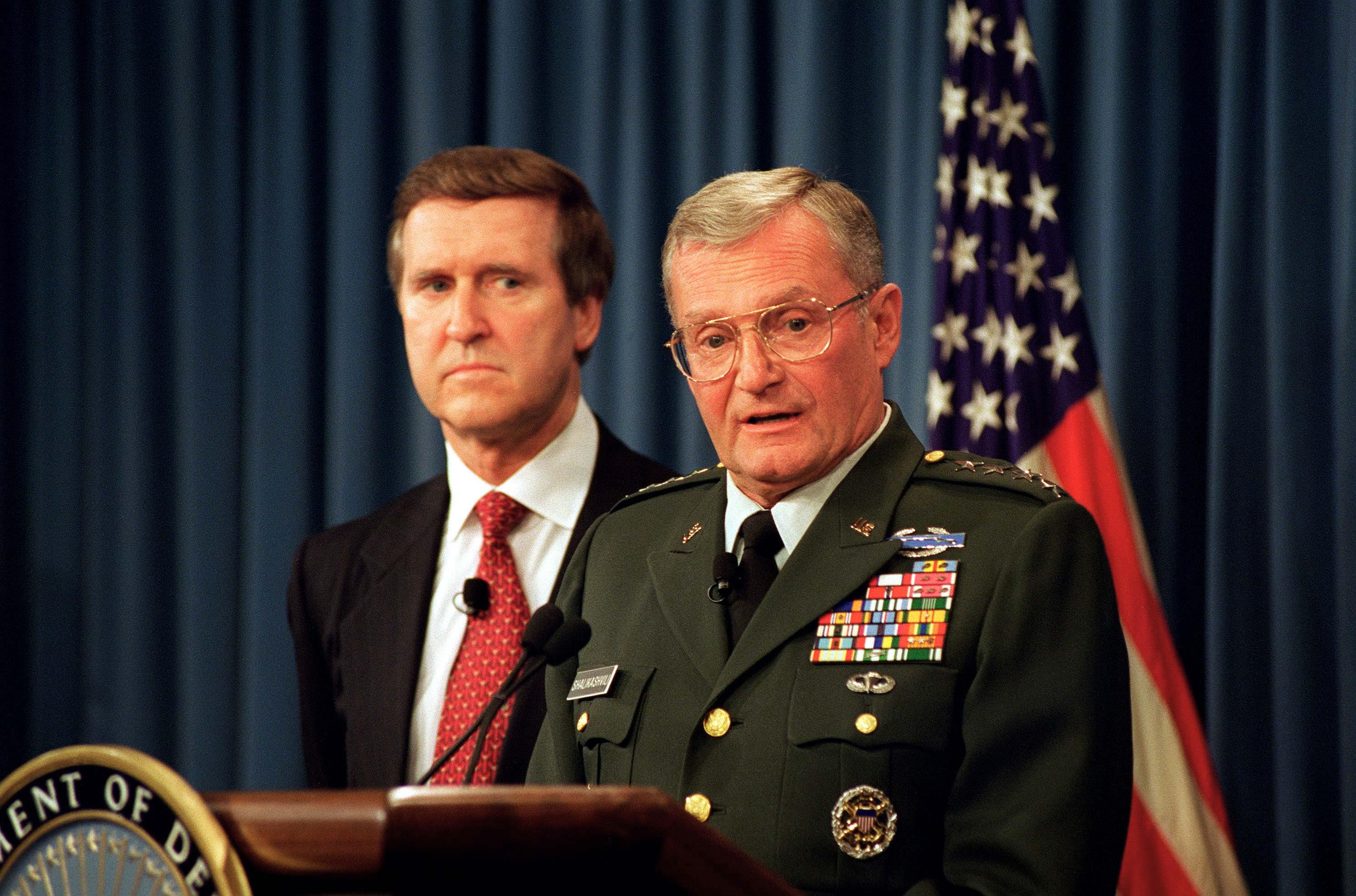
Le secrétaire à la Défense William Cohen (à gauche) et le Général John M. Shalikashvili (à droite) à une conférence au Pentagone le 31 juillet 1997.

Après son diplôme, il avait prévu de travailler pour la société Hyster Lift Truck mais il fut appelé sous les drapeaux en juillet 1958. Il intégra l'US Army comme simple soldat (private). Appréciant cette période militaire, il suivit l'Officer Candidate School de l'US Army  dont il sortit second lieutenant en 1959.  Il servit ensuite à différents postes dans l'artillerie de défense antiaérienne et l'artillerie de champ de bataille comme chef d'escadron, observateur, instructeur et commandant de compagnie. Il fut ensuite envoyé au Viêt Nam où il servit comme senior district advisor  dans l'Advisory Team 19 du Military Assistance Command, Vietnam (MACV) de 1968 à 1969. Immédiatement après le Viêt Nam, il suivit le Naval War College à Newport (Rhode Island).
En 1970, il devint commandant en second du 2e bataillon, du 18e d'artillerie de champ de bataille à  Fort Lewis (Washington). Plus tard en 1975, il commanda le 1er bataillon du 84e d'artillerie de champ de bataille de la 9e division d'infanterie à Fort Lewis. En 1977, il suivit l'U.S. Army War College  et servit comme commandant de la Division d'artillerie (DIVARTY) de la 1re division blindée américaine en Allemagne et devint ensuite l'adjoint du commandant de la division. En 1987, il prit le commandement de la 9e division d'infanterie américaine à Fort Lewis.
Shalikashvili se distingua par un succès considérable en tant que commandant de l'opération Provide Comfort dans le nord de l'Irak. Cette mission impliquait d'intenses et complexes négociations avec le gouvernement turc, aussi bien que des réunions en tête à tête avec des militaires irakiens.
Il fut ensuite nommé Chef d'état-major des armées des États-Unis (Chairman of the Joint Chiefs of Staff) par le président Bill Clinton, nomination qui fut effective le 25 octobre 1993. Il prit sa retraite de l'armée en septembre 1997, après 38 ans de service.

### Décorations
| Bronze oak leaf cluster · Bronze oak leaf cluster · Bronze oak leaf cluster |                                                   |             |   |                                                                             |                                                                             |
| Bronze oak leaf cluster · Bronze oak leaf cluster                           | Bronze oak leaf cluster · Bronze oak leaf cluster | V           | V | Bronze oak leaf cluster · Bronze oak leaf cluster · Bronze oak leaf cluster | Bronze oak leaf cluster · Bronze oak leaf cluster · Bronze oak leaf cluster |
|                                                                             |                                                   |             |   |                                                                             |                                                                             |
|                                                                             |                                                   | Bronze star |   |                                                                             |                                                                             |
| Silver star                                                                 |                                                   |             |   |                                                                             |                                                                             |
|                                                                             |                                                   |             |   |                                                                             |                                                                             |
| Silver star                                                                 |                                                   |             |   |                                                                             |                                                                             |
|                                                                             |                                                   |             |   |                                                                             |                                                                             |

| Badge     | Combat Infantryman Badge                                     | Combat Infantryman Badge                                     | Combat Infantryman Badge                                  | Combat Infantryman Badge                                  | Combat Infantryman Badge                                  |                                                |
| 1re ligne | Defense Distinguished Service Medal                          | Defense Distinguished Service Medal                          | Defense Distinguished Service Medal                       | Army Distinguished Service Medal                          | Army Distinguished Service Medal                          | Army Distinguished Service Medal               |
| 2e ligne  | Legion of Merit                                              | Legion of Merit                                              | Bronze Star Medal                                         | Bronze Star Medal                                         | Meritorious Service Medal                                 | Meritorious Service Medal                      |
| 3e ligne  | Air Medal                                                    | Air Medal                                                    | Joint Service Commendation Medal                          | Joint Service Commendation Medal                          | Army Commendation Medal                                   | Army Commendation Medal                        |
| 4e ligne  | Médaille présidentielle de la Liberté                        | Médaille présidentielle de la Liberté                        | National Defense Service Medal                            | National Defense Service Medal                            | Armed Forces Expeditionary Medal                          | Armed Forces Expeditionary Medal               |
| 5e ligne  | Vietnam Service Medal                                        | Vietnam Service Medal                                        | Southwest Asia Service Medal                              | Southwest Asia Service Medal                              | Humanitarian Service Medal                                | Humanitarian Service Medal                     |
| 6e ligne  | Army Service Ribbon                                          | Army Service Ribbon                                          | Army Overseas Service Ribbon                              | Army Overseas Service Ribbon                              | Inter-American Defense Board Medal                        | Inter-American Defense Board Medal             |
| 7e ligne  | Vietnam Gallantry Cross                                      | Vietnam Gallantry Cross                                      | Médaille d'honneur des forces armées vietnamiennes        | Médaille d'honneur des forces armées vietnamiennes        | Ordre du mérite militaire brésilien, Chevalier            | Ordre du mérite militaire brésilien, Chevalier |
| 8e ligne  | Grand croix de l'Ordre du Mérite de la République de Pologne | Grand croix de l'Ordre du Mérite de la République de Pologne | Médaille du service méritoire                             | Médaille du service méritoire                             | Vietnam Campaign Medal                                    | Vietnam Campaign Medal                         |
| Badge     | Parachutist Badge                                            | Parachutist Badge                                            | Parachutist Badge                                         | Parachutist Badge                                         | Parachutist Badge                                         |                                                |
| Badges    | Office of the Joint Chiefs of Staff Identification Badge     | Office of the Joint Chiefs of Staff Identification Badge     | Office of the Joint Chiefs of Staff Identification Badge  | United States Army Staff Identification Badge             | United States Army Staff Identification Badge             | United States Army Staff Identification Badge  |
| Badge     | 9th Infantry Division Combat Service Identification Badge    | 9th Infantry Division Combat Service Identification Badge    | 9th Infantry Division Combat Service Identification Badge | 9th Infantry Division Combat Service Identification Badge | 9th Infantry Division Combat Service Identification Badge |                                                |

## Activités post-militaires

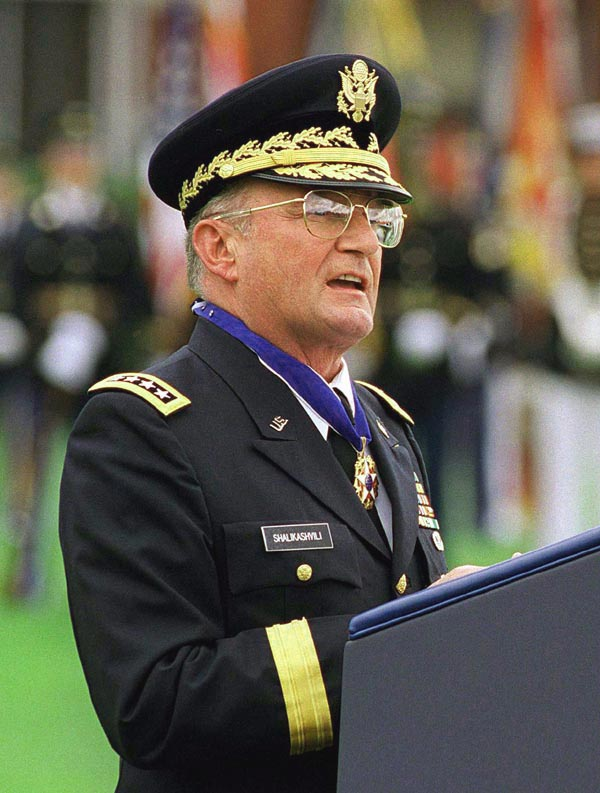
Gen. John M. Shalikashvili lors de sa cérémonie d'adieu le 30 septembre 1997.

Il fut par la suite un visiting professor au  Centre international pour la sécurité et la coopération à l'université Stanford. Il fut aussi conseiller de John Kerry lors de la campagne présidentielle de ce dernier en 2004. Il travailla aussi pour plusieurs sociétés telles que Russell Investments, L-3 Communications Inc., Plug Power Inc., United Defense, Inc. et le Bureau national de recherches sur l'Asie.
Le général Shalikashvili a souffert d'une sérieuse attaque cardiaque le 7 août 2004.
Pour l'élection présidentielle américaine de 2008, il a apporté son soutien à la Sénatrice Hillary Clinton pour les primaires démocrates, citant son crédit en matière de politique étrangère et de sécurité .

## Source
- (en) Cet article est partiellement ou en totalité issu de l’article de Wikipédia en anglais intitulé « John Shalikashvili » (voir la liste des auteurs).